# 南中村
南中村（みなみなかむら）は静岡県の東部、賀茂郡に属していた村である。現在の南伊豆町の中心部および一条川上流域にあたる。

## 地理
- 河川：青野川、一条川、二条川
- 山：小松野山、平氏ヶ岳

## 歴史
- 1889年（明治22年）4月1日 - 町村制の施行により、石井村、下賀茂村、加納村、二条村、上賀茂村、一条村が合併して発足。
- 1955年（昭和30年）7月31日 - 南中村、南上村、三坂村、三浜村、竹麻村、南崎村を廃し、その区域をもって南伊豆町を設置[1]。

## 交通

### 道路
- 国道136号

## 名所・旧跡・観光スポット・祭事・催事
- 下賀茂温泉